# Félix Morisseau-Leroy
Félix Morisseau-Leroy (Moriso Lewa ou Moriso-Léroua en créole haïtien), né le 13 mars 1912 à Grand-Gosier et mort le 5 septembre 1998), est un journaliste, enseignant, dramaturge et poète haïtien. Il est directeur des services de l'Instruction publique au ministère de l'Éducation d'Haïti et promeut le créole haïtien  comme seconde langue officielle d'Haïti en 1961.

## Biographie

### Enfance et formation
Félix Morisseau-Leroy nait le 13 mars 1912 dans la ville de Grand-Gosier près de Jacmel. Il fait ses études à Jacmel dans le département du sud-est d’Haïti où il rencontre Renée qui devient sa femme.
En 1940 il poursuit des études universitaires à New York à l'université Columbia.

### La Renaissance créole
Morisseau-Leroy revient ensuite en Haïti avec son épouse et est nommé professeur à Port-au-Prince. Il enseigne la littérature et le théâtre et sensibilise ses concitoyens à l'importance de la langue créole comme patrimoine historique à préserver et à revendiquer. Il favorise le mouvement pour stimuler l'utilisation du créole haïtien (ou kreyol) et établir sa légitimité dans la littérature et la culture d'Haïti. Comme il s'agissait de la seule langue de la majorité de la population, qui était en majorité rurale, Morisseau-Leroy croit fermement que l'utilisation du créole peut être un moyen d'unir le pays.
En parallèle de ces activités militantes, il publie plusieurs poèmes dont Eminans et Senjan. Eminans est un texte à fort caractère politique qui dénonce l'autoritarisme, l'abus du pouvoir, la cruauté des forces militaires sur la population rurale du temps des militaires. Eminans prône une intégration de la paysannerie dans les différents projets de développement. C'est un plaidoyer pour la valorisation de la langue créole et pour l'alphabétisation des masses.
Morisseau-Leroy traduit la tragédie grecque classique Antigone de Sophocle en créole.
Il est nommé directeur des services de l'Instruction publique au ministère de l'Éducation d'Haïti. En 1961, il promeut le créole haïtien comme seconde langue officielle d'Haïti.

### L'exil
Le dictateur François Duvalier force Morisseau-Leroy à quitter le pays et il doit la vie sauve à ses nombreuses relations, notamment au sein des ministères. Il s'exile à Paris où il rencontre de grandes figures dans le mouvement de la Négritude, comme Aimé Césaire et Léopold Sédar Senghor.
Il enseigne pendant plusieurs années, la littérature et le théâtre, au Ghana puis au Sénégal jusqu'en 1979.
En 1979, il compose un poème à la gloire de Jean-Jacques Dessalines Mèsi Papa Desalin.
En 1981, il s'installe à Miami où vit une importante communauté haïtienne dans Little Haiti. Il participe activement au dynamisme de la langue et de la littérature créole à Miami et contribue au journal Haïti en marche.[réf. nécessaire]
Jan Mapou fait la révision exhaustive de son livre Vil Bonè. En 1995 Morisseau-Leroy publie Les Djons d'Aïti Tonma.
En 1998, Félix Morisseau-Leroy meurt à Miami.

## Œuvres
- Ravinodyab - La Ravine aux diables, édition bilingue français-créole, Paris, Éditions L'Harmattan, 1996, 240 p.  (ISBN 2-85802-211-9).
- Les Djons d'Aïti Tonma, Lettres des Caraïbes, Littérature Monde Caraïbes, Paris, Éditions L'Harmattan, 1996, 240 p.  (ISBN 2-7384-4148-3)